# Ataliba
Ataliba est un footballeur brésilien né le 2 mars 1979.